# Club Deportivo Dragón
El Club Deportivo Dragón es un equipo de fútbol de la ciudad de San Miguel, El Salvador. Ostenta tres títulos de Primera División y cuatro de la Liga de Ascenso.

## Historia
Dragón fue fundado el 18 de septiembre de 1939, y comenzó a participar en torneos regionales de la zona oriental del país. Ya en las temporadas 1950-51 y 1952-53 alcanzaba el título de campeón del fútbol salvadoreño con el director técnico Esteban Blanco, y tenía entre sus jugadores a Juan Francisco Barraza, Rómulo Granados y Domingo Flores. También terminó subcampeón entre 1954 y 1955. En esos años era el equipo preferido de la afición migueleña, hasta que en 1956 el empresario Miguel Charlaix ofreció un mejor salario a los jugadores del Dragón para formar un nuevo conjunto, lo que gestó el nacimiento del Club Deportivo Águila.
Ambos equipos sostuvieron una fuerte rivalidad en la ciudad desde el debut del Águila en primera división el año 1957, por lo que no eran raras las ofensas y acusaciones de traición a los jugadores «aguiluchos» que habían dejado el cuadro «mitológico». Cabe mencionar que uno de los que se sumó al Águila en 1958 era el mismo Juan Francisco Barraza, quien había iniciado su carrera con el Dragón en 1953.
Sin embargo, Dragón descendió a la segunda división en 1964. De hecho, fue uno de los equipos fundadores de la Unión de Clubes de Liga de Ascenso en el año 1971. El equipo retornó la primera división en la temporada 1977-78 bajo la dirección técnica del brasileño Jorge Tupinambá, tras batir en tres juegos al Club Deportivo Santiagueño; pero la estadía en la máxima categoría duró tres años. Para la década de los años 1980, estuvo cerca del ascenso cuando era dirigido por Juan Francisco Barraza, en la temporada 1984/85.
Otro corta estadía en la primera división ocurrió en la temporada 1990/91, época en la que tenía en sus filas a otro de los mejores delanteros de la historia del país: Raúl Díaz Arce. En esa oportunidad el ascenso se logró bajo la junta directiva presidida por don Raúl Castillo Vela, su patrocinador EBEN EZER y con la dirección técnica del profesor de Educación Física, Mario Martínez. Para 1996 ganó su cuarto ascenso a la Liga Mayor, pero nuevamente resultó relegado a la Liga de Ascenso en 2003.
En la etapa de torneos cortos de la segunda división, Dragón logró el campeonato del Torneo Clausura 2013 frente al Ciclón del Golfo, al que ganó la serie final a dos juegos (3-1, 0-1); por tanto, decidió el ascenso a la primera división contra el mismo equipo de La Unión, monarca del Apertura 2012. En esa serie final se coronó como el campeón de la temporada 2012/13 con marcadores de 0-1 en la ida como visitante, y 3-0 en la vuelta como local, lo que sentenció su quinta estadía en la primera división salvadoreña; y  nuevamente con el profesor Mario Martínez como director técnico.

### Clausura 2014
Dragón tuvo un inicio opaco en el Apertura 2013, por lo que Nelson Ancheta llegó al banquillo a mitad, Ancheta dejó al equipo en la mitad de la tabla. Para el Clausura 2014, los «mitológicos» se armaron de buena forma, siendo liderados por el multicampeón goleador Williams Reyes, quien acuerpado por los nacionales Rommel Mejía, Eddy Alejandro Valle y Aurelio Vásquez, más los extranjeros Jimmy Valoyes, Gabriel Ríos, y Johnny Ríos, entre otros,  terminaron empatados en el cuarto lugar tras las dieciocho jornadas con  Santa Tecla F.C. a los que derrotaron en el juego de desempate (2-1). En consecuencia, en la semifinal debieron enfrentar al líder del torneo regular, el C.D. FAS, al que superaron en la serie a dos juegos (1-0, 0-0) con gran actuación de los delanteros Williams Reyes y Eddy Alejandro Valle, lo que les otorgó la oportunidad de disputar el partido final contra el Isidro Metapán. Dragón perdió este juego tras la ronda de tiros desde el punto penal (5-6), tras quedar empatado en el tiempo extra (0-0), por lo que se proclamó subcampeón del evento.

### Clausura 2016
Al término del Clausura 2016, bajo la dirección técnica del salvadoreño David Omar Sevilla, y con los goleadores Alan Murialdo y Antonio Jackson de Oliveira Alcántara (ambos con 9 y 8 anotaciones en la ronda de clasificación), el conjunto de los «escupefuego» alcanzaron la sexta posición del campeonato, lo que les brindó la oportunidad de clasificar a la ronda de cuartos de final del torneo, enfrentándose en la misma a Luis Ángel Firpo, al que superó 3-2 en marcador global. Posteriormente debió encarar en las semifinales, al cuadro de Santa Tecla F.C., segundo lugar de la tabla general. Tras empatar sin goles en la ida y posteriormente con un resultado a su favor de 0-1 en el juego de vuelta como visitante, los migueleños pasaron a la final del torneo, encontrándose con el otro rival de la misma ciudad, C.D. Águila, en un juego inédito del fútbol salvadoreño, en el cual, con marcador de 1-0 con anotación del delantero salvadoreño Wilma Torres, lograron el campeonato nacional y una nueva corona tras 63 años de sequía. 

### Descenso Clausura 2018
Tras una desastrosa participación en las siguientes dos temporadas (2016-2017 y 2017-2018) donde no volvió a figurar entre los protagonistas al título, se ve forzado a pelear por el no-descenso ante el Sonsonate FC a juego único, perdiendo 3-2 en el Cuscatlán, siendo relegado así a Segunda División.

### Apertura 2022
Tras un Torneo Clausura 2022 el club da la sorpresa al llegar a la final de la Liga de Plata y vencer en misma a Asociación Deportiva Internacional 2-1 que le brindo la posibilidad de disputar el ascenso directo a la Primera División; donde posteriormente el 4 de junio del mismo año el club asciende a Liga Mayor tras cuatro temporadas, venciendo al Asociación Deportiva Municipal  4 a 2 en el monumental estadio Cuscatlán.

## Participaciones internacionales
Al conquistar la tercera corona de la primera división salvadoreña, el club obtuvo el derecho de participar en la Concacaf Liga Campeones 2016-17, en lo que será la primera ocasión en sus 76 años de historia que tomará parte en un evento internacional de fútbol.

### Concacaf Liga Campeones 2016 - 2017
| Edición | Ronda          | Pts | PJ | PG | PE | PP | GF | GC | Dif |
| ------- | -------------- | --- | -- | -- | -- | -- | -- | -- | --- |
| 2016-17 | Fase de grupos | 1   | 4  | 0  | 1  | 3  | 2  | 10 | -8  |

## Palmarés

### Torneos Nacionales
| Competición nacional                  | Ttitulos                                                  | Subtítulos                            |
| ------------------------------------- | --------------------------------------------------------- | ------------------------------------- |
| Primera División de El Salvador (3/3) | 1950-51, 1952-53, Clausura 2016.                          | 1953-54, 1955, Clausura 2014.         |
|                                       |                                                           |                                       |
| Segunda División de El Salvador (5/4) | 1973-74, 1977-78, 1989-90, Cl. 2013 y Cl. 2020, Cl. 2022. | 1975-76, 1984-85, 1987-88 y Cl. 2003. |
| Tercera División de El Salvador (1)   | 1971-72                                                   |                                       |

### Torneos Amistoso
Copa Burra Rivas (1): 2016